# Bamberger Béla
Balástyai Bamberger Béla (Szeged, 1854. március 8. – Budapest, 1906. június 12.) közgazdász, ügyvéd, nemzetgazdaságtani író, fővárosi törvényhatósági bizottsági tag.

## Pályafutása
Bamberger Sámuel (1827–1874) nagykereskedő, 1860-65 között hitközségi elnök és Prosznitz Rozália fia. A budapesti és bécsi egyetemeken tanult és miután ügyvéd lett, Budapesten telepedett le. Több értekezést írt a valutakérdésről. Önállóan megjelent munkái: „Az északamerikai valutakérdés előzményei és pénzügyi eredményei” (1890); „A tőzsdeadó” (1895). Mindkettőt a Magyar Tudományos Akadémia pályadíjjal jutalmazta. 1903-ban magyar nemességet kapott.

## Magánélete
Felesége Fischl Eugénia Sarolta volt, akivel 1881. február 6-án Budapesten kötött házasságot. Fia Bamberger István (1882–1931) ügyvéd volt.

## Művei
- A tőzsdeadó : adópolitikai tanulmány.  (Budapest, 1895)